# Ticket to Ride (nummer)
Ticket to Ride is een popnummer van The Beatles, uitgekomen in 1965 als single en op het album Help!, de soundtrack van de gelijknamige film. Het nummer is grotendeels geschreven door John Lennon, met een kleine bijdrage van Paul McCartney. Lennon was erg trots op de sound van het nummer dat hij als een vroege versie van hardrock beschouwde.
Na 3,5 maand niet in de studio aanwezig te zijn geweest in verband met de opnamen voor de film Help!, doken de Fab Four weer de Abbey Road Studios in, om vervolgens te experimenteren met voor hen nieuwe instrumenten, zoals strijkers, fluiten en een elektrische piano.
Ticket to Ride behaalde de nummer 1-positie in de nationale hitlijsten van Ierland, Canada, Noorwegen, Groot-Brittannië, Zweden, Australië, Nederland, de VS, Rhodesië (thans Zimbabwe, voormalige Britse kolonie) en Nieuw-Zeeland. In Nederland stond de plaat negen weken lang op de eerste plek van de Top 40 een record voor die tijd.
Ticket to Ride werd door The Carpenters in een balladversie gecoverd op hun album Ticket to Ride uit 1970.

## Hitnotering
| Ticket to Ride in de Nederlandse Top 40 - binnen 24-04-1965 | Ticket to Ride in de Nederlandse Top 40 - binnen 24-04-1965 | Ticket to Ride in de Nederlandse Top 40 - binnen 24-04-1965 | Ticket to Ride in de Nederlandse Top 40 - binnen 24-04-1965 | Ticket to Ride in de Nederlandse Top 40 - binnen 24-04-1965 | Ticket to Ride in de Nederlandse Top 40 - binnen 24-04-1965 | Ticket to Ride in de Nederlandse Top 40 - binnen 24-04-1965 | Ticket to Ride in de Nederlandse Top 40 - binnen 24-04-1965 | Ticket to Ride in de Nederlandse Top 40 - binnen 24-04-1965 | Ticket to Ride in de Nederlandse Top 40 - binnen 24-04-1965 | Ticket to Ride in de Nederlandse Top 40 - binnen 24-04-1965 | Ticket to Ride in de Nederlandse Top 40 - binnen 24-04-1965 | Ticket to Ride in de Nederlandse Top 40 - binnen 24-04-1965 | Ticket to Ride in de Nederlandse Top 40 - binnen 24-04-1965 | Ticket to Ride in de Nederlandse Top 40 - binnen 24-04-1965 | Ticket to Ride in de Nederlandse Top 40 - binnen 24-04-1965 | Ticket to Ride in de Nederlandse Top 40 - binnen 24-04-1965 | Ticket to Ride in de Nederlandse Top 40 - binnen 24-04-1965 | Ticket to Ride in de Nederlandse Top 40 - binnen 24-04-1965 | Ticket to Ride in de Nederlandse Top 40 - binnen 24-04-1965 |
| Week                                                        | 1                                                           | 2                                                           | 3                                                           | 4                                                           | 5                                                           | 6                                                           | 7                                                           | 8                                                           | 9                                                           | 10                                                          | 11                                                          | 12                                                          | 13                                                          | 14                                                          | 15                                                          | 16                                                          | 17                                                          | 18                                                          |                                                             |
| ----------------------------------------------------------- | ----------------------------------------------------------- | ----------------------------------------------------------- | ----------------------------------------------------------- | ----------------------------------------------------------- | ----------------------------------------------------------- | ----------------------------------------------------------- | ----------------------------------------------------------- | ----------------------------------------------------------- | ----------------------------------------------------------- | ----------------------------------------------------------- | ----------------------------------------------------------- | ----------------------------------------------------------- | ----------------------------------------------------------- | ----------------------------------------------------------- | ----------------------------------------------------------- | ----------------------------------------------------------- | ----------------------------------------------------------- | ----------------------------------------------------------- | ----------------------------------------------------------- |
| Nummer                                                      | 10                                                          | 4                                                           | 1                                                           | 1                                                           | 1                                                           | 1                                                           | 1                                                           | 1                                                           | 1                                                           | 1                                                           | 1                                                           | 6                                                           | 7                                                           | 7                                                           | 11                                                          | 18                                                          | 28                                                          | 36                                                          | uit                                                         |

| Nummer | 6 | 1 | 1 | 1 | 1 | 1 | 1 | 1 | 1 | 2 | 2 | 5 | 7 | uit |

### NPO Radio 2 Top 2000
| Nummer met noteringen in de NPO Radio 2 Top 2000 | '99  | '00  | '01  | '02  | '03  | '04  | '05  | '06  | '07  | '08  | '09  | '10-'12 | '13  |
| ------------------------------------------------ | ---- | ---- | ---- | ---- | ---- | ---- | ---- | ---- | ---- | ---- | ---- | ------- | ---- |
| Ticket to Ride                                   | 1114 | 1011 | 1534 | 1576 | 1746 | 1621 | 1795 | 1719 | 1579 | 1640 | 1773 | -       | 1853 |

1. ↑  Een '-' betekent dat het nummer niet was genoteerd en een vetgedrukt getal geeft de hoogste notering aan.
2. ↑  Deze tabel is bijgewerkt tot en met de laatste editie (2024).